# Вуэльта Майорки (1991—2001)
Вуэльта Майорки или Тур Майорки (исп. Vuelta Internacional a Mallorca) — шоссейная многодневная велогонка, проходившая по территории Испании с 1991 по 2001 год.

## История
Гонка была создана в 1991 году и изначально проводилась в рамках национального календаря. В 1996 году вошла в Женский мировой шоссейный календарь UCI. Вначале гонка проводилась в конце мая, но постепенно передвинулась на конец апреля начало мая.
Маршрут гонки проходил на острове Майорка и состоял из четырёх этапов. Дистанция проходила через такие населённые пункты как Синеу, Сон-Ферриол, Сон Серра-Ла Вилета, Эль-Ареналь. Протяжённостью этапов была от 90 до 110 км.
Рекордсменкой с тремя победами стала немка Ханка Купфернагель. Всего представители Германии выигрывали гонку пять раз. Два раза успех праздновали представители России.

## Призёры
| Год  | Победитель          | Второй              | Третий                 |
| ---- | ------------------- | ------------------- | ---------------------- |
| 1991 | Джосуне Горостиди   | Линда Горналл       | Кэтрин Райли           |
| 1992 | Моник Кнол          | Ина-Йоко Тойтенберг | Теодора Руано          |
| 1993 | Мари Пёрвис         | Алёна Бариллова     | Кэролайн Александр     |
| 1994 | Мария Цаль          | Наталья Каримова    | Алессандра Каппеллотто |
| 1995 | Светлана Бубненкова | Александра Колясева | Ханка Купфернагель     |
| 1996 | Вера Холфельд       | Наталья Бубенчикова | Ивонн Брунен           |
| 1997 | Ханка Купфернагель  | Жанни Лонго         | Ивонн Макгрегор        |
| 1998 | Ханка Купфернагель  | Мари Холден         | Валентина Герасимова   |
| 1999 | Ханка Купфернагель  | Светлана Бубненкова | Маргарита Фульяна      |
| 2000 | Хейди Ван де Вейвер | Даниела Веронези    | Сюзанн Юнгског         |
| 2001 | Трикси Воррак       | Эдита Пучинскайте   | Хейди Ван де Вейвер    |